# AD Parla
AD Parla is een Spaanse voetbalclub. Thuisstadion is het Los Prados in Parla in de Comunidad Madrid. Het team speelt sinds 2000/01 in de Tercera División.

## Historie
In 1980/81 speelt AD Parla voor het eerst professioneel voetbal. Het wordt dan in de Tercera División 4e. Een jaar later wordt het kampioen en promoveert het naar de Segunda División B. Hier speelt Parla vervolgens 5 seizoenen, in de eerste twee seizoenen behaalt het twee keer de hoogste klassering in de geschiedenis: een 10e plaats. Daarna speelt het een jaar in de Tercera División om een jaar later voor het laatst in de Segunda División B te spelen, voorlopig.
In de jaren daarna degradeert Parla twee keer uit de Tercera División, maar het keert telkens weer snel terug. De laatste keer dat het degradeerde was in 1999.

## Gewonnen prijzen
- Tercera División: 1981/82 en 1986/87.

RSD Alcalá ·
Alcobendas ·
AD Alcorcón B ·
Real Aranjuaz CF ·
Atlético de Pinto · 
RCD Carabanchel ·
AD Complutense Alcalá ·
CD El Álamo ·
Flat Earth FC ·
CD Leganés B ·
ED Moratalaz ·
Móstoles CF ·
CD Móstoles URJC · 
AD Parla ·
Pozuelo ·
Rayo Vallecano B ·
San Fernando · 
DAV Santa Ana ·
AD Torrejón CF ·
CF Trival Valderas ·
AD Unión Adarve ·
FC Villanueva del Pardillo ·
SAD Villaverde San Andrés